# 月球9号
月球9号是苏联发射的一颗月球探测器。它是世界上第一颗在月球上成功实现软着陆的月球探测器。

## 结构与组成
月球9号轨道质量1538千克，高度为2.7米。它由登月舱、仪器舱、发动机系统等几个部分组成。

登月舱是登月任务的核心所在，它呈卵形，直径约58厘米，质量为99千克。包含有用于在月表着陆的减震装置。上半部分为电视照相机设备，相机重1.5千克，功耗2.5瓦，镜头可在上11度、下18度范围内调节，最大分辨可达1.5-2毫米；下半部则是电池、热控制器、通讯系统。为了保护密封舱内的无线电系统，密封舱中的气体压强达到1.2个大气压，温度则被控制在19至30摄氏度。登月舱还含有4片花瓣状的天线，当完全展开时，登月舱直径可达160厘米，高度可达112厘米。
仪器舱被设计成可以抛离的形式。仪器舱内装有星光导航设备和无线电高度表。它的总质量为300千克，大部分的电池都在仪器舱内。
发动机系统包含了制动火箭、4个小型氮气喷射装置。它们除了在月球9号登陆时要提供减速制动外，还要负责中途的轨道修正。

## 工作过程

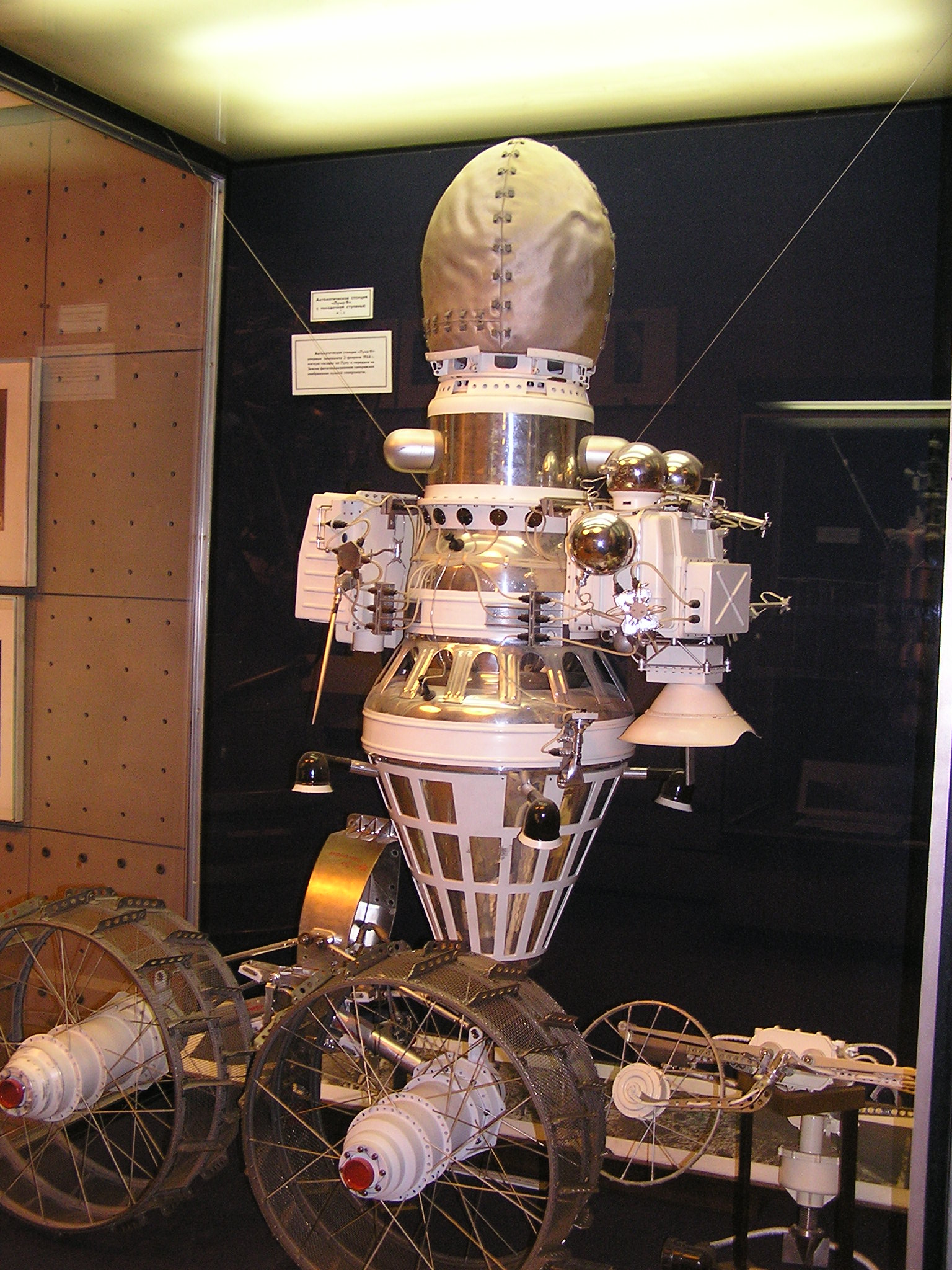
月球9号的模型

1966年1月31日11点41分（莫斯科时间14点41分），月球9号从拜科努尔航天中心发射升空。升空后先进入一条到219×167千米、倾角51.6度的地球停泊轨道，不久后经闪电号火箭第三级加速，进入地月转移轨道。
2月1日格林尼治时间19点29分（莫斯科时间22点29分），在距离月球8300公里时，月球9号上的修正发动机进行了中途轨道调整。它们以每秒71.2米的速度喷射气体并连续工作了48秒。最终，月球9号在月球表面75公里处启动了制动火箭，将速度从每秒2.6千米逐渐降低，并抛掉了仪器舱，打开气囊。高度降为250米时，制动火箭被关闭，4个小型火箭开启。同时，探测器伸出一只探针用以确定关闭制动发动机的最佳时机。在5米高处，探针接触到月表，探测器关闭了发动机，从顶部抛出登月舱。经历了3天的长途跋涉后，月球9号终于在2月3日格林尼治时间18时45分30秒（莫斯科时间21时45分30秒）成功降落在月球北纬7.13，西经64.37位于风暴洋附近的一个地点。
着陆后250秒，月球9号向地球发送信号并打开了顶部的4片花瓣。这4片花瓣除了可以稳定住登月舱外，还可以与4根75厘米长的鞭型天线一起组成通信系统。之后，由固定镜头和旋转镜头组成的电视摄像机组件开始拍摄着陆区附近的黑白照片。因为此时的太阳才刚刚从月球上的地平线升起，所以开始时的几张照片拍得很不理想。15分钟后拍下的第一张黑白照片经过在总计过去了8个多小时后终于分7次被发送到了地球。
2月7日，月球9号终于因为电力耗尽而结束了工作。苏联通过对月球9号传回的数据分析而得出结论：月球表面是坚固的，人类完全可以降落在月球上。

## 外部連結
- NASA（英文） Archive.today的存檔，存档日期2012-07-14
- 网易 （页面存档备份，存于）
- 中国科普城[永久]
- 月球密码